# Sören Bartol

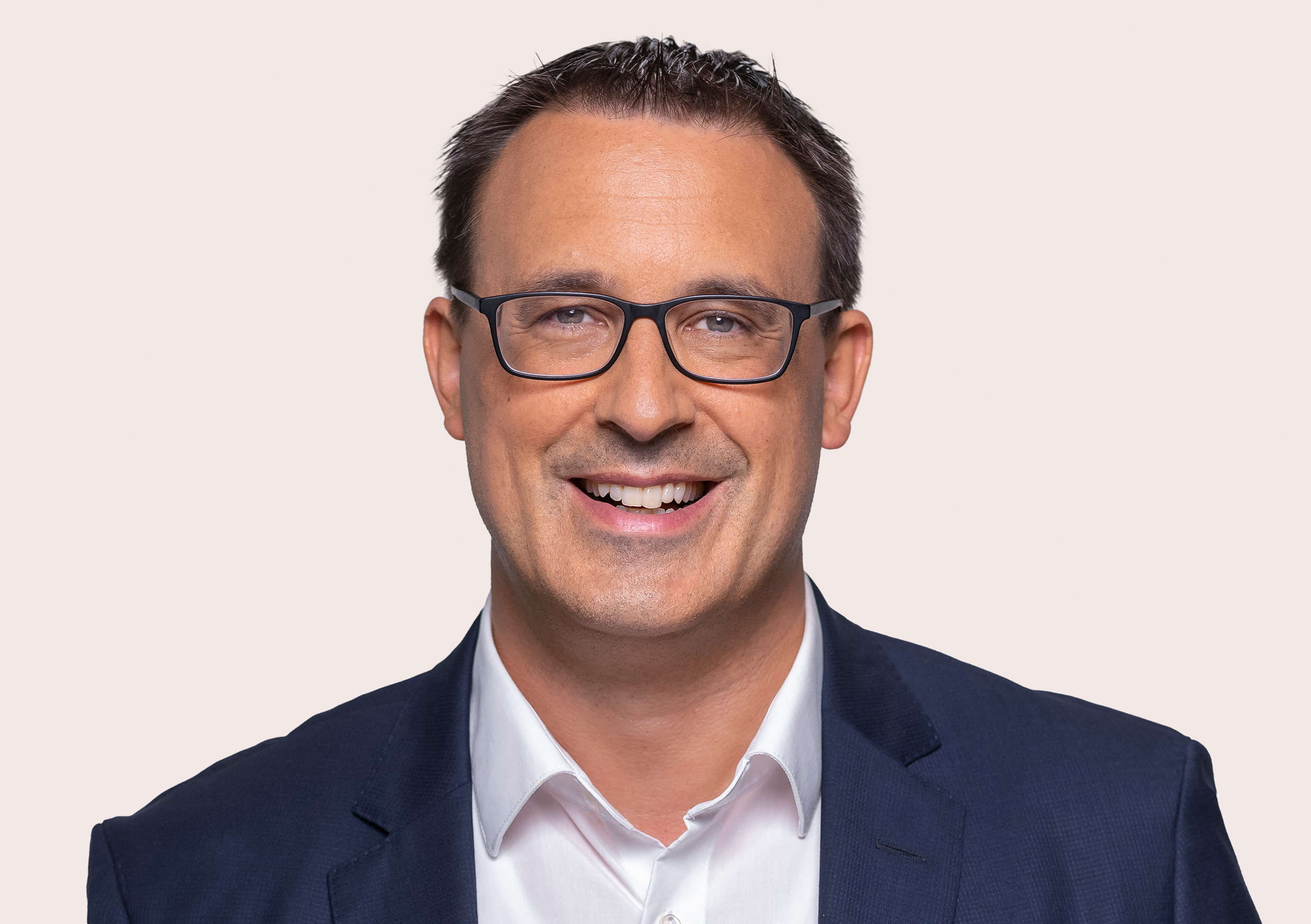
Sören Bartol (2021)

Sören Bartol (* 4. September 1974 in Hamburg) ist ein deutscher Politiker (SPD). Seit 2002 ist er Mitglied des Deutschen Bundestages. Er ist seit 2021 Parlamentarischer Staatssekretär bei der Bundesministerin für Wohnen, Stadtentwicklung und Bauwesen und war von 2024 bis 2025 zusätzlich Parlamentarischer Staatssekretär beim Bundesminister für Digitales und Verkehr. Zudem ist er seit 2024 Vorsitzender der SPD Hessen.

## Leben und Beruf
Nach dem Abitur im Jahr 1993 am Gymnasium Leopoldinum in Detmold absolvierte Bartol ein Studium der Politologie mit den Nebenfächern Rechtswissenschaft und Medienwissenschaft an der Philipps-Universität Marburg, welches er 2001 als Diplom-Politologe beendete. Im Jahr 2000 bis 2002 war Bartol Mitarbeiter des hessischen Landtagsabgeordneten Ernst-Ludwig Wagner.
Bartol ist Mitglied bei Ver.di, der Arbeiterwohlfahrt, Amnesty International, der Freiwilligen Feuerwehr Cappel, Gegen Vergessen – Für Demokratie und der Schulstiftung der Evangelischen Kirche von Kurhessen-Waldeck.
Bartol ist evangelischer Konfession und ledig.

## Partei
Bartol wurde schon als Schüler im Jahr 1990 Mitglied der SPD. Er engagierte sich zunächst bei den Jusos und war in den Jahren 1992 bis 1993 deren stellvertretender Unterbezirksvorsitzender in Lippe sowie von 1995 bis 2002 Vorsitzender der Jusos im Unterbezirk Marburg-Biedenkopf.
Seit 2010 ist er Vorsitzender des SPD-Unterbezirks Marburg-Biedenkopf, wo er seit 1998 Mitglied war.
Am 9. März 2024 wurde Bartol mit 84,2 Prozent der Stimmen zum Vorsitzenden der SPD Hessen gewählt.

## Abgeordneter
Seit April 2001 gehört Bartol dem Kreistag des Kreises Marburg-Biedenkopf an.
Seit dem Jahr 2002 ist Bartol direkt gewähltes Mitglied des Deutschen Bundestages. Bei der Bundestagswahl 2002 erreichte er 47,8 Prozent der Erststimmen im Bundestagswahlkreis Marburg. Bei den folgenden Bundestagswahlen verteidigte er sein Direktmandat: 2005 mit 47,5 Prozent, 2009 mit 38,9 Prozent, 2013 mit 43,7 Prozent, 2017 mit 35,7 Prozent, 2021 mit 36,9 Prozent und 2025 mit 30,3 Prozent der Erststimmen.
Im Deutschen Bundestag war Bartol von Februar 2005 bis September 2009 Sprecher der Landesgruppe Hessen. Von Dezember 2005 bis Oktober 2011 war er zunächst stellvertretender Sprecher, dann bis Januar 2014 Sprecher der Arbeitsgruppe „Verkehr, Bau und Stadtentwicklung“ der SPD-Bundestagsfraktion. Seitdem ist er stellvertretendes Mitglied in der Arbeitsgruppe „Digitale Agenda“. Im Deutschen Bundestag ist Bartol ordentliches Mitglied im Vermittlungsausschuss sowie in dem Gemeinsamen Ausschuss. Zudem gehört er dem Ausschuss für Bau, Wohnen, Stadtentwicklung und Kommunen, dem Ausschuss für Wirtschaft und Energie, dem Ausschuss Digitale Agenda und dem Ausschuss für Verkehr und digitale Infrastruktur als stellvertretendes Mitglied an.
Bartol gehört seit Januar 2008 dem Vorstand der SPD-Bundestagsfraktion an. Von Dezember 2013 bis Dezember 2021 war Bartol stellvertretender Vorsitzender der SPD-Bundestagsfraktion. Er war zuständig für die Bereiche Wirtschaft, Verkehr und digitale Infrastruktur, digitale Agenda, Bau, Wohnen und Stadtentwicklung.
Seit dem 8. Dezember 2021 ist er Parlamentarischer Staatssekretär bei der Bundesministerin für Wohnen, Stadtentwicklung und Bauwesen, von 2021 bis 2025 Klara Geywitz, seit 2025 Verena Hubertz (beide SPD). Nach dem Bruch der Ampelkoalition in Deutschland 2024 war Bartol von November 2024 bis zur Bildung des Kabinetts Merz am 6. Mai 2025 zudem Parlamentarischer Staatssekretär beim Bundesminister für Digitales und Verkehr, Volker Wissing.
Bartol ist Mitglied im Netzwerk Berlin, das innerhalb der SPD zu den Reformern gezählt wird.